# Jerzy Narymuntowicz
Jerzy Narymuntowicz (łac. Georgius, ukr. Юрій Наримунтович, lit. Jurgis Narimantaitis; ur. ok. 1326, być może niedługo wcześniej, zm. 1398 lub wkrótce potem) – książę litewski na Bełzie (dowodnie w latach 1352–1377 i prawdopodobnie 1382–1387) i Chełmie (dowodnie w latach 1359–1377), następnie prawdopodobnie na Pińsku (w latach 90. XIV w.), najpewniej trzeci w kolejności syn Narymunta, z dynastii Giedyminowiczów.

## Życiorys
W 1352 r. Jerzy Narymuntowicz skutecznie bronił Bełz przeciwko wojskom polsko-węgierskim Ludwika I, którego zwierzchność jednak formalnie uznał.  Na mocy rozejmu Jerzy otrzymał Krzemieniec, który miał być kondominium polsko-litewskim. W 1366 r. jako książę bełski i chełmski uznał się wasalem króla polskiego Kazimierza III, od którego otrzymał zajęte przez Polaków księstwo chełmskie. Po śmierci króla Jerzy Narymuntowicz zerwał stosunki z Polską (1370). W 1376 wziął udział w wyprawie Kiejstuta i Lubarta, która spustoszyła Małopolskę, docierając pod Sandomierz i Tarnów. W następnym roku jednak w wyniku karnej wyprawy wojsk Ludwika Węgierskiego utracił swoje posiadłości, otrzymując jedynie włość lubaczowską. W l. 1378-79 przebywał na Węgrzech. W miesiącach zimowych 1379/1380 Jerzy, który pozostawał w opozycji do Ludwika, przebywał krótko w Nowogrodzie Wielkim, być może wysłany tam przez wielkiego księcia litewskiego Jagiełłę, by objąć, być może na podstawie układów ojca Narymunta z miastem z 1333, swoje prawdopodobne patrymonium. Chociaż mieszczanie dobrze przyjęli księcia, to jednak pozostali wierni księciu moskiewskiemu, zmuszając go do wysłania poselstwa do Moskwy (na czele z władyką Aleksym). W 1386 r. uczestniczył w ceremonii koronacji Władysława Jagiełły w Krakowie. W 1388 przeszedł na stronę Krzyżaków. Od 1392 związany z Witoldem. 
Niekiedy przyjmuje się, że podpisał traktat pokojowy na wyspie Salin jako Jerzy Nos Wasylewicz Narymuntowicz, książę piński.